# Saison 4 d'Arrow
Chronologie
Saison 3 Saison 5
Cet article présente les vingt-trois épisodes de la quatrième saison de la série télévisée américaine Arrow.

## Synopsis
Oliver et Felicity ont quitté Starling City (rebaptisée Star City) et se sont installés à Ivy Town, dans l'espoir de commencer une nouvelle vie. Thea, Diggle et Laurel, qui continuaient à défendre la ville comme ils le pouvaient, se retrouvent dépassés face à une nouvelle menace qui sévit à Star City : les Fantômes, des criminels nombreux et insaisissables aux ordres de HIVE, l'organisation criminelle de Damien Darhk, un homme mystérieux qui a de grands projets pour la ville. Le jeune couple doit reprendre son ancienne vie pour leur venir en aide.

## Distribution

### Acteurs principaux
- Stephen Amell (VF : Sylvain Agaësse) : Oliver Queen / Green Arrow
- Katie Cassidy (VF : Anne Tilloy) : Laurel Lance / Black Canary (épisodes 1 à 19)
- David Ramsey (VF : Namakan Koné) : John Diggle / Spartan
- Willa Holland (VF : Kelly Marot) : Thea Queen / Speedy
- Emily Bett Rickards (VF : Aurore Bonjour) : Felicity Smoak / Overwatch
- John Barrowman (VF : Pierre-François Pistorio) : Malcolm Merlyn / Dark Archer / Ra's al Ghul
- Paul Blackthorne (VF : Loïc Houdré) : le capitaine Quentin Lance

### Acteurs récurrents
- Neal McDonough (VF : Bruno Dubernat) : Damien Darhk (19 épisodes)
- Elysia Rotaryu (VF : Emilie Duchênoy) : Taiana Venediktov (18 épisodes)
- Jimmy Akingbola (en) (VF : Thierry Desroses) : Baron Reiter (17 épisodes)
- Echo Kellum (VF : Valentin Merlet) : Curtis Holt / Mister Terrific (11 épisodes)
- Parker Young (VF : Yann Peira) : Alex Davis (11 épisodes)
- Charlotte Ross (VF : Anne Rondeleux) : Donna Smoak (9 épisodes)
- Ryan Robbins (VF : Fabien Jacquelin) : Conklin (9 épisodes)
- Eugene Byrd (VF : Pascal Nowak) : Andy Diggle (8 épisodes)
- Janet Kidder (VF : Odile Schmitt) : Ruvé Adams / Ruvé Darhk (7 épisodes)
- Audrey Marie Anderson (VF : Anne Massoteau) : Lyla Michaels (7 épisodes)
- Caity Lotz (VF : Anne-Charlotte Piau) : Sara Lance (5 épisodes)
- Tuesday Hoffman : Nora Darhk (5 épisodes)
- Brandon Routh (VF : Adrien Antoine) : Ray Palmer / Atom (4 épisodes)
- Chenier Hundal (VF : Philippe Chaine) : Paul Holt (4 épisodes)
- Alexander Calvert (VF : Olivier Augrond) : Lonnie Machin / Anarky (4 épisodes)
- Tom Amandes (VF : Guy Chapellier) : Noah Kuttler / The Calculator (4 épisodes)
- Katrina Law (VF : Laëtitia Laburthe) : Nyssa al Ghul (4 épisodes)
- Dean Monroe McKenzie (VF : Nicolas Justamon) : Dennis (4 épisodes)
- Cynthia Addai-Robinson (VF : Géraldine Asselin) : Amanda Waller (3 épisodes)

### Invités
- Paolo Maiolo  : Alvarez (épisode 1)
- Jeri Ryan (VF : Nathalie Régnier) : Jessica Danforth (épisode 2)
- Tiera Skovbye  : Madison Danforth (épisode 2)
- J. R. Bourne (VF : Pierre Tissot) : Jeremy Tell / Double Down (épisode 3)
- Carmen Moore  : Mina Fayad (épisode 3)
- Rutina Wesley (VF : Sophie Riffont) : Liza Warner / Lady Cop (épisode 4)
- Zoran Vukelic  : Vlad Venediktov (épisode 6)
- Anna Hopkins (VF : Olivia Nicosia) : Samantha Clayton (épisodes 8 et 15)
- Jack Moore (VF : Aloïs Agaësse-Mahieu) : William Clayton (épisodes 8 et 15)
- James Kidnie (VF : Jean-François Lescurat) : Milo Armitage (épisodes 9, 14 et 20)
- Lynda Boyd  : Phaedra Nixon (épisodes 9, 14 et 20)
- Erik Palladino (VF : Maurice Decoster) : Joyner (épisode 11)
- Natasha Gayle  : Mesi Natifah / Talibah (épisodes 12 et 13)
- Celina Jade (VF : Geneviève Doang) : Shado (épisode 12)
- Rila Fukushima (VF : Pauline de Meurville) : Tatsu Yamashiro / Katana (épisode 12)
- Venus Terzo (VF : Maïté Monceau) : Dr. Elisa Schwartz (épisodes 12, 18 et 19)
- Rachel Luttrell  : Rosie (épisode 14)
- Daniel Cudmore  : Jackhammer (épisode 14)
- Marc Trottier  : Hardhat (épisode 14)
- Amy Gumenick (VF : Laëtitia Godès) : Carrie Cutter / Cupidon (épisode 16)
- Adrian Holmes (en) (VF : Sidney Kotto) : lieutenant Frank Pike (épisode 16)
- Dani Alvardo : Shannon Groff (épisode 16)
- Preston Vanderslice : Blaine Groff (épisode 16)
- Adrian Glynn McMorran : Michael Amar / Murmur (en) (épisodes 17, 18, 20 et 21)
- Emily Kinney (VF : Lucille Boudonnat) : Brie Larvan / Bug-Eyed Bandit (en) (épisode 17)
- Madison McLaughlin (VF : Pauline Ziadé) : Evelyn Sharp / Black Canary (épisode 19)
- Alex Kingston (VF : Brigitte Virtudes) : Dinah Lance (épisode 19)
- Gabriella Wright  : Esrin Fortuna (épisode 20)
- Vinnie Jones (VF : Thierry Mercier) : Daniel "Danny" Brickwell / "Brick" (épisode 21)
- Nolan Gerard Funk (VF : Donald Reignoux) : Cooper Seldon (épisodes 22 et 23)

### Invités du Arrowverse
- Grant Gustin (VF : Alexandre Gillet) : Barry Allen / Flash (épisodes 1, 8 et 19)
- Matt Ryan (VF : Axel Kiener) : John Constantine (épisode 5)
- Carlos Valdes (VF : Antoine Schoumsky) : Cisco Ramon (épisode 8)
- Danielle Panabaker (VF : Marie Diot) : Caitlin Snow (épisode 8)
- Casper Crump (VF : Jérémie Covillault) : Vandal Savage (épisode 8)
- Falk Hentschel (VF : Marc Arnaud) : Carter Hall / Hawkman (épisode 8)
- Ciara Renée (VF : Olivia Dalric) : Kendra Saunders / Hawkgirl (épisode 8)
- Colton Haynes (VF : Fabrice Fara) : Roy Harper / Arsenal (épisode 12)
- Megalyn Echikunwoke (VF : Fily Keita) : Mari McCabe / Vixen (épisode 15)

## Production

### Développement
Le 11 janvier 2015, la série a été renouvelée pour cette quatrième saison.

### Casting
Entre juillet et août 2015, Neal McDonough, Parker Young, Echo Kellum, Jimmy Akingbola ont obtenu un rôle récurrent, tandis que Alexander Calvert, Jeri Ryan, J. R. Bourne, Rutina Wesley, Matt Ryan et Charlotte Ross ont obtenu un rôle d'invité le temps d'un ou deux épisodes lors de cette saison.
En novembre 2015, Colton Haynes est annoncé pour reprendre son rôle de Roy Harper dans l'épisode 12 de la quatrième saison et Tom Amandes a obtenu le rôle de Noah Kuttler / The Calculator le temps de deux épisodes lors de cette saison.
En décembre 2015, Megalyn Echikunwoke obtient le rôle de Mari McCabe lors de cette saison, après l'avoir doublé dans la mini-série d'animation Vixen, se déroulant dans le même univers.
En février 2016, l'actrice Amy Gumenick est annoncé pour reprendre son rôle de Carrie Cutter / Cupidon lors de l'épisode 16 de cette saison.

### Diffusions
Aux États-Unis, la saison a été diffusée en simultanée du 7 octobre 2015 au 25 mai 2016 sur The CW et sur CTV au Canada.
La diffusion francophone s'est déroulée ainsi :
Au Québec, la saison a été diffusée du 22 août 2016 au 23 janvier 2017 sur Ztélé ;
En Suisse, du 24 août 2016 au 9 septembre 2016 sur RTS Deux ;
En France du 13 septembre 2016 au 22 novembre 2016 sur TF1 ;
Elle reste encore inédite dans les autres pays francophones.

## Liste des épisodes

### Épisode 1:Une lumière dans les ténèbres
- États-Unis /  Canada : 7 octobre 2015 sur The CW[17] / CTV
- Québec : 22 août 2016 sur Ztélé[15]
- Suisse : 24 août 2016 sur RTS Deux[16]
- France : 13 septembre 2016 sur TF1

- États-Unis : 2,67 millions de téléspectateurs[18] (première diffusion)
- Canada : 1,64 million de téléspectateurs[19] (première diffusion + différé 7 jours)
- France : 1,20 million de téléspectateurs[20] (première diffusion à 23h30)

- Grant Gustin (Barry Allen / Flash)

Six mois ont passé depuis qu'Oliver et Felicity ont quitté Starling City pour vivre à Ivy Town loin de leur vie de justicier. Renommée Star City, la ville est sous la protection de Laurel, Diggle et Thea, mais un nouveau commando armé leur pose de gros problèmes. Ses membres sont appelés les Fantômes, car ils sont littéralement insaisissables. De plus, après que les candidats successifs à la mairie ont été assassinés, la gestion de la ville est désormais administrée par un conseil réduit : Quentin Lance, la procureure générale, le chef des urgences de l’hôpital et le directeur de la banque, mais les quatre sont menacés par Damien Darhk, l'homme à la tête des Fantômes. Quand Quentin Lance manque d'être abattu et que les trois autres membres sont tués, Thea et Laurel demandent à Oliver et Felicity de revenir dans la ville, qu'ils découvrent en piteux état. Diggle est toutefois peu enclin à voir Oliver revenir, car il lui en veut toujours de lui avoir menti sur son enrôlement dans la Ligue des Assassins.
Avec Oliver et Felicity de retour dans l'équipe, ils parviennent à trouver un repaire des Fantômes et découvre que leur chef, Damien Darhk, possède des pouvoirs mystiques et est capable de télékinésie ou de tuer par simple contact. Oliver parvient à empêcher un attentat dans la gare et de déplorer de nombreux morts. Réalisant que l’action leur manquait, Oliver et Felicity décident de rester, mais Oliver veut devenir une nouvelle version du justicier qu'il était et se présente à toute la ville comme Green Arrow.
Six mois plus tard, Oliver et Barry Allen se retrouvent pour discuter devant une tombe.
Flashback
- Dans un des flashbacks de l'épisode, il est possible de voir un panneau de Coast City (en) avec un texte (« In brightest day, In blackest night, Come to Coast City, When money's tight. »). Ce texte est un clin d'œil au serment des membres du Corps des Green Lantern (« In brightest day, in blackest night, No evil shall escape my sight. Let those who worship evil's might, Beware my power, Green Lantern's light!!! »). Serment qu'ils prononcent pour recharger leur anneau vert[21].
- Lors d'un des flashbacks de l'épisode, une personne porte un blouson d'aviateur de l'armée américaine avec le nom « Jordan » écrit dessus. Ceci fait référence à Green Lantern, le deuxième Green Lantern s'appelant Hal Jordan et dont le métier était pilote d'essai pour l'armée.[réf. nécessaire]

### Épisode 2:Amitié contrariée
- États-Unis /  Canada : 14 octobre 2015 sur The CW / CTV
- Suisse : 25 août 2016 sur RTS Deux[22]
- Québec : 29 août 2016 sur Ztélé[15]
- France : 13 septembre 2016 sur TF1

- États-Unis : 2,5 millions de téléspectateurs[23] (première diffusion)
- Canada : 1,33 million de téléspectateurs[24] (première diffusion + différé 7 jours)
- France : 726 000 téléspectateurs[20] (première diffusion à 00h30)

- Jeri Ryan (VF : Nathalie Régnier) : Jessica Danforth
- Tiera Skovbye  : Madison Danforth

Une vieille amie de Moira Queen, Jessica Danforth, se décide à postuler pour la mairie de Star City. À peine l'annonce-t-elle publiquement qu'elle est agressée, vraisemblablement par les hommes de HIVE. En réalité, il s'agit de Lonnie Machin, un criminel fou décidé à travailler avec Damien Darhk, mais celui-ci n'aime guère les méthodes ultra-violentes du jeune homme. Green Arrow et Speedy décident de s'occuper personnellement de la sécurité de la candidate, mais Oliver s’aperçoit que Thea perd facilement le contrôle d'elle-même en combat et craint qu'il s'agisse des effets secondaires de son passage dans le puits de Lazare. Alors qu'ils interviennent pour libérer la fille de Jessica enlevée par Machin, Oliver ne peut empêcher Thea de tuer Machin en le brûlant vif. Oliver demande après à Thea de se mettre en retrait et Laurel décide de la ramener à Nanda Parbat où elle pourra aider son amie à gérer sa colère mais aussi de tenter de ressusciter Sara. Danforth décide de retirer sa candidature et Oliver voit l'occasion d'agir différemment et à visage découvert : il va se présenter à la mairie. De son côté, Felicity reprend officiellement son poste de PDG de Palmer Technologies, et constate que la situation financière de l'entreprise est désastreuse. Contrainte de licencier de nombreux employés de valeur, elle trouve finalement parmi eux Curtis Holt, qui selon elle pourrait avoir l'idée révolutionnaire qui sauverait l’entreprise.
Flashback
- Lonnie Machin n'est autre que le super vilain Anarky créé par Alan Grant et Norm Breyfogle en 1989. Son premier adversaire dans les comics a été Batman [25].

### Épisode 3:Nouveaux Instincts
- États-Unis /  Canada : 21 octobre 2015 sur The CW / CTV
- Suisse : 25 août 2016 sur RTS Deux[22]
- Québec : 5 septembre 2016 sur Ztélé[15]
- France : 20 septembre 2016 sur TF1

- États-Unis : 2,4 millions de téléspectateurs[26] (première diffusion)
- Canada : 1,29 million de téléspectateurs[27] (première diffusion + différé 7 jours)
- France : 1,09 million de téléspectateurs [28] (première diffusion à 23h30)

- J. R. Bourne (Jeremy Tell / Double Down)
- Carmen Moore (Mina Fayad)

Avec Thea et Laurel parties pour Nanda Parbat, Oliver et Diggle sont les seuls sur le terrain. Cependant, leurs problèmes de confiance les amènent à prendre des risques seuls : Diggle suit une piste sur Mina Fayad, qui a employé Deadshot pour tuer son frère et Oliver se retrouve seul face à Double Down, un méta-humain capable de créer des cartes mortelles à partir de ses tatouages ; chacun finit blessé. Les deux hommes acceptent finalement de coopérer et arrêtent Double Down, mais Fayad est tuée par Damien Darhk. Felicity découvre que Curtis pourrait être un allié dans leur combat. Par ailleurs, elle reçoit aussi un étrange message crypté sur son téléphone.
À Nanda Parbat, Malcolm se montre inflexible quant à l'idée d'utiliser le puits de Lazare pour ressusciter Sara, toute personne y étant immergée ressortant profondément changée. Thea n'a d'ailleurs pas d'autre moyen de gérer ses pulsions que de tuer, mais elle n'accepte pas cette idée, malgré la soif de sang qui la ronge. Dans un geste de bonté, Malcolm finit par accepter d'utiliser le puits pour Sara. Elle revient à la vie, mais dans un état de rage plus grand encore que celui de Thea, aussi Nyssa, blessée de la voir ainsi, préfère détruire le puits pour que plus personne n'ait à subir cette épreuve.
Flashback
- Double Down est un super vilain qui a été créé par Geoff Johns en 2001. Il a d'abord affronté Flash dans les comics [29].

### Épisode 4:Au service de la ville
- États-Unis /  Canada : 28 octobre 2015 sur The CW / CTV
- Suisse : 26 août 2016 sur RTS Deux[30]
- Québec : 12 septembre 2016 sur Ztélé[15]
- France : 20 septembre 2016 sur TF1

- États-Unis : 2,64 millions de téléspectateurs[31] (première diffusion)
- Canada : 1,58 million de téléspectateurs[32] (première diffusion + différé 7 jours)
- France : 667 000 téléspectateurs[28] (première diffusion à 00h30)

- Rutina Wesley (Liza Warner / Lady Cop)

Deux policiers sont retrouvés morts à la suite d'un appel. Dépassé par les affaires et manquant de budget, Lance demande à Oliver d'utiliser les moyens d'Arrow pour démasquer le tueur. Les indices mènent vers Liza Warner, membre de l'unité spéciale anti-justiciers, réinstallée par Lance pendant l’absence d'Oliver. Avec quelques policiers, elle s'empare de la drogue en circulation dans la ville pour les revendre au prix fort et ruiner les cartels.
Oliver compte annoncer sa candidature pour la mairie et espère avoir le soutien de Lance, malgré leur haine mutuelle. Cependant, Oliver surprend plus tard une rencontre entre Lance et Darhk à propos de Sara - Laurel a choisi de ne pas cacher à son père le retour de sa fille. Profondément déçu, Oliver s'interroge sur l'avenir, si Lance doit travailler avec Darhk, même sous la contrainte. Quand Warner tente de s'emparer de tous les stocks de drogue amassés par le SCPD pour les revendre en forçant Lance à ouvrir l’entrepôt, Green Arrow intervient mais manque de se faire tuer et c'est Lance qui parvient à la convaincre de ne pas aller trop loin et de ne pas devenir une criminelle à son tour. Le lendemain, Warner se rend à la police et Oliver lance sa campagne.
Flashback
- Au début de l'épisode, Felicity et Curtis mentionnent Neal Adams. Dessinateur célèbre indissociable de son compère Dennis O'Neil, tous deux ont été primés[33] pour leur arc narratif sur la drogue avec Les junkies ne volent pas ! dans Green Arrow. Arc publié en France chez Urban Comics dans le comics relié Green Lantern and Green Arrow depuis le 14 juin 2014[33].

- Lady Cop est un personnage qui a été créé par Robert Kanigher en 1975. Dans les comics, elle est blonde [34].

### Épisode 5:À la recherche de l'âme perdue
- États-Unis /  Canada : 4 novembre 2015 sur The CW / CTV
- Suisse : 26 août 2016 sur RTS Deux[30]
- Québec : 19 septembre 2016 sur Ztélé[15]
- France : 27 septembre 2016 sur TF1

- États-Unis : 2,6 millions de téléspectateurs[35] (première diffusion)
- Canada : 1,69 million de téléspectateurs[36] (première diffusion + différé 7 jours)
- France : 1,08 million de téléspectateurs[37] (première diffusion à 23h30)

- Matt Ryan (John Constantine)

Sara s'est échappée et a tué plusieurs fois. Quand Oliver découvre que Sara est en vie, il confronte Thea et Laurel sur leur voyage secret à Nanda Parbat, furieux que la résurrection de Sara lui ait été cachée. Laurel lui rétorque qu'il ne s'est pas gêné pour garder plusieurs secrets, dont le puits de Lazare et Thea lui révèle que son voyage à Nanda Parbat n'a pas calmé sa soif de sang car elle est tournée vers Ra's Al Ghul, déjà mort. Avec Felicity, Oliver fait le lien et comprend que Sara cherche à tuer Thea. L'équipe Arrow tend un piège à Sara et voit que si le corps est en vie, l'âme n'est pas revenue. Oliver décide donc de faire appel à une vieille connaissance : John Constantine, qui pourra par la magie libérer l'âme de Sara. Le rituel est éprouvant mais fonctionne. Constantine part avec un dernier conseil pour Oliver : quitter la ville et partir aussi loin que possible de Darhk.
Ce dernier confie une mission à Lance : s'infiltrer dans un entrepôt de serveurs et y brancher un routeur pirate. Oliver envoie Diggle pour l'épauler et découvre que l'opération consiste à supprimer des dossiers militaires dont celui du frère de Diggle. Grâce à Darhk, Diggle découvre ainsi que son frère était un criminel de guerre en Afghanistan, tué par HIVE pour supprimer la concurrence.
Flashback
- Une version pré-montée, extraite d'un DVD pour usage interne à la Warner Bros., a fuité sur les sites de piratage trois jours avant la diffusion[38].

### Épisode 6:Un problème de taille
- États-Unis /  Canada : 11 novembre 2015 sur The CW / CTV
- Suisse : 29 août 2016 sur RTS Deux[39]
- Québec : 26 septembre 2016 sur Ztélé[15]
- France : 27 septembre 2016 sur TF1

- États-Unis : 2,3 millions de téléspectateurs[40] (première diffusion)
- Canada : 1,529 million de téléspectateurs[41] (première diffusion + différé 7 jours)
- France : 688 000 téléspectateurs[37] (première diffusion à 00h30)

Felicity et Curtis ont réussi à décrypter le message de Ray : il n'est pas mort lors de l'explosion de Palmer Tech, mais a été miniaturisé et soufflé hors du bâtiment où il a été retrouvé et capturé par Damien Darhk, qui est intéressé par sa technologie. Le retour possible de Ray crée des tensions entre Felicity et Oliver, et ce dernier pense qu'il serait bon d'appeler Donna. Felicity cache en fait les doutes qu'elle a sur sa relation avec Oliver, si elle a fait le bon choix en quittant Ray pour lui et son sentiment de culpabilité en quittant la ville, laissant Ray à son sort.
Dans sa captivité, Ray a conçu le moyen de lui faire reprendre sa taille normale mais l'équipement nécessaire se trouve chez Kord Enterprises, le rival de Palmer Tech. L'équipe Arrow organise donc le cambriolage, mais Sara, encore instable, se retrouve sous le coup de la rage de sang. Bien qu'elle essaie de le contrôler, la rage la reprend quand ils lancent l’assaut sur les bureaux de Darhk pour libérer Ray, même si l'objectif est rempli. Darhk est toutefois content de voir qu'une partie de la technologie miniaturisante est encore en sa possession.
Rétabli à une taille normale, Ray décide de s'occuper de son armure avant de reprendre son entreprise. Felicity et Oliver se réconcilient grâce aux conseils de Donna et Diggle. Sara quitte la ville afin de s'apaiser et trouver un moyen pacifique de contrôler sa rage.
Flashback
- Durant l'épisode, la Team Arrow doit aller dans un bâtiment de Kord Industries (en), qui appartient à Ted Kord qui est le deuxième Blue Beetle (scarabée bleu en français).[réf. nécessaire]
- Durant l'épisode lors de la discussion entre Diggle et Oliver, Diggle mentionne la ville Ivy Town (en). Dans les comics, Ivy Town est la ville de Ray Palmer / Atom.[réf. nécessaire]
- Lors de l'assaut pour récupérer Ray, Felicity appelle Diggle Spartan. Il est à noter que dans les comics Spartan est le nom d'un cyborg.[réf. nécessaire]
- À la fin de l'épisode, Sara annonce quelle va rejoindre sa mère à Central City. Dans les comics, Central City est la première ville dans laquelle est apparue la première Black Canary / Dinah Lance (Flash Comics #86 en août 1947).[réf. nécessaire]

### Épisode 7:Sauver la paix
- États-Unis /  Canada : 18 novembre 2015 sur The CW / CTV
- Suisse : 29 août 2016 sur RTS Deux[39]
- France : 4 octobre 2016 sur TF1
- Québec : 3 octobre 2016 sur Ztélé[15]

- États-Unis : 2,69 millions de téléspectateurs[42] (première diffusion)
- Canada : 1,52 million de téléspectateurs[43] (première diffusion + différé 7 jours)
- France : 942 000 téléspectateurs[44] (première diffusion à 23h30)

L'équipe Arrow continue d'affronter les forces de Damien Darhk. Le retour de Ray permet de trouver de nouvelles informations sur le produit qui détruit l'ADN des Fantômes. Lors d'une descente sur leurs entrepôts, Diggle découvre que son frère Andy, qu'il croyait mort depuis 8 ans, fait partie des Fantômes. Bouleversé par cette révélation et ce qu'il a appris sur sa vie auparavant, Diggle en vient à se demander s'il vaut la peine d'être sauvé. Oliver refuse d'abandonner le frère de son ami. En parallèle, Oliver est approché lors d'une soirée de gala pour sa campagne par Darhk, qui lui propose un partenariat si le candidat à la mairie abandonne son projet de restaurer la baie de Star City. Felicity et Diggle trouvent l'idée de cette collaboration encore plus folle que d'infiltrer la Ligue des Assassins. Malcolm revient en ville pour Thea, conscient que la soif de sang doit être revenue. Thea gère difficilement, pouvant s'emporter pour peu.
Ray parvient à localiser un lieu d'importance pour Darhk : un ancien hôpital psychiatrique qui lui sert de couverture pour la conversion de soldats en Fantômes. La Team Arrow attaque, appuyé par Ray qui renfile l'armure ATOM et ils parviennent à capturer Andy ; au cours de l’assaut, Darhk coince Thea et tente d'utiliser sa magie sur elle mais le sort se retourne contre lui. Après le repli, Diggle essaie de faire avouer son frère, qui reconnait ses actes passés mais ne dit rien de plus. Oliver renonce à s'associer à Darhk pour sa campagne de maire et décide de pousser le sorcier à agir en pleine lumière.
Flashback

### Épisode 8:Les Légendes d'hier
- États-Unis /  Canada : 2 décembre 2015 sur The CW / CTV
- Suisse : 30 août 2016 sur RTS Deux[45]
- France : 4 octobre 2016 sur TF1
- Québec : 10 octobre 2016 sur Ztélé[15]

- États-Unis : 3,66 millions de téléspectateurs[46] (première diffusion)
- Canada : 1,81 million de téléspectateurs[47] (première diffusion + différé 7 jours)
- France : 523 000 téléspectateurs[44] (première diffusion à 00h30)

- Grant Gustin (Barry Allen / Flash)
- Danielle Panabaker (Caitlin Snow)
- Carlos Valdes (Cisco Ramon)
- Anna Hopkins (Samantha Clayton)
- Ciara Renée (Kendra Saunders / Hawkgirl)
- Casper Crump (Vandal Savage)
- Falk Hentschel (Carter Hall / Hawkman)

L'immortel Vandal Savage recherche Kendra Saunders et Carter Hall, deux humains maudits depuis 4000 ans, actuellement cachés par Oliver, Barry, et leurs équipes respectives dans une maison proche de Central City. Malcolm arrange une rencontre entre Savage, Barry et Oliver. Savage exige de se voir livrer les deux amants ou il détruira Central City et Star City après avoir décimé leurs habitants. Oliver et Barry conçoivent un plan pour fournir le duo comme une ruse pour se rapprocher du Sceptre d'Horus, l'arme de Savage qui lui a donné son pouvoir. Mais Oliver est perturbé par sa rencontre avec Samantha, une ancienne liaison qu'il a vu avec un enfant qu'il pense être le sien. Le plan échoue ; Kendra, Carter et Oliver sont tués et Savage utilise le bâton pour détruire tout le monde dans la ville y compris la Team Arrow. Seul Barry parvient à s'échapper et va assez vite pour remonter dans le temps au point de la négociation originale avec Savage.
- Cet épisode est la seconde partie d'un crossover qui a débuté dans l'épisode 8 de la deuxième saison de Flash : Heroes Join Forces
- Une nouvelle fois les flashback habituels ont été remplacés par des flashback centrés sur Kendra (la prêtresse Chay-Ara), Carter (le prince Khufu) et Vandal Savage.
- Le titre de cet épisode est une référence à la nouvelle série dérivée des séries télévisées Arrow et Flash, intitulée Legends of Tomorrow.[réf. nécessaire] L'épisode introduira notamment des personnages de cette nouvelle série télévisée.[réf. nécessaire]
- Lorsque Thea parle qu'un groupe de super-héros réunit dans une ferme et que cela lui fait penser à un film, elle fait référence à Avengers : L'Ère d'Ultron.[réf. nécessaire]

### Épisode 9:Pousser à bout
- États-Unis /  Canada : 9 décembre 2015 sur The CW / CTV
- Suisse : 30 août 2016 sur RTS Deux[45]
- France : 11 octobre 2016 sur TF1
- Québec : 17 octobre 2016 sur Ztélé[15]

- États-Unis : 2,82 millions de téléspectateurs[48] (première diffusion)
- Canada : 1,62 million de téléspectateurs[49] (première diffusion + différé 7 jours)
- France : 845 000 téléspectateurs[50] (première diffusion à 23h30)

L'opération de nettoyage de la baie de Star City commence alors que la ville prépare les fêtes de fin d'année, mais les volontaires sont attaqués par un drone. Devant le nombre de blessés et la mise en danger d'enfants, Oliver décide de révéler au grand public les machinations de Damien Darhk et de HIVE. Diggle essaie de faire avouer le but de Darhk à son frère, en vain. Darhk se venge en attaquant en public une réception d'Oliver comme candidat à la mairie et enlève Diggle, Thea et Felicity, alors qu'elle venait de découvrir qu'Oliver comptait faire sa demande en mariage. Oliver traque les Fantômes mais ne parvient pas à localiser le repère de Darhk. C'est Malcolm qui trouve la clé, en prenant un des téléphones cryptés des Fantômes pour contacter Darhk et qu'Oliver échange sa vie contre celle de ses amis. Darhk accepte l'échange et en profite pour montrer ce qu'il cachait dans la baie : la culture d'une algue à partir de laquelle il a créé un gaz toxique. Quand il ordonne la mort de Diggle, Thea et Felicity, Laurel et Malcolm, en tenue de Green Arrow, interviennent et permettent leur libération, couverte par le capitaine Lance. Mais Darhk est globalement satisfait : il est parvenu à créer un mélange de gaz satisfaisant. Pour se venger d'Oliver, il organise son attaque par les Fantômes et Felicity est gravement blessée.
Flashback
- Cet épisode est le dernier diffusé avant la pause hivernale aux États-Unis.

### Épisode 10:Pour Felicity
- États-Unis /  Canada : 20 janvier 2016 sur The CW[51] / CTV
- Suisse : 31 août 2016 sur RTS Deux[52]
- France : 11 octobre 2016 sur TF1
- Québec : 24 octobre 2016 sur Ztélé

- États-Unis : 2,83 millions de téléspectateurs[53] (première diffusion)
- Canada : 1,58 million de téléspectateurs[54] (première diffusion + différé 7 jours)
- France : 502 000 téléspectateurs[50] (première diffusion à 00h30)

- Ryan Robbins (Conklin)
- Elysia Rotaru (Tayana)

Avec Felicity à l'hôpital, Oliver traque les Fantômes pour trouver la moindre information sur les planques de Darhk. Il doit demander à Lance de lui indiquer son repaire principal, ce qui pourrait briser la couverture du policier. Mais quand Oliver s'y rend, il découvre qu'il a été précédé par Lonnie Machin, devenu totalement fou à la suite de ses brûlures. La Team Arrow le capture et commence à l'interroger mais Machin prend l’ascendant sur Thea, dont il voit la soif de tuer revenir alors qu'elle avait disparu depuis son affrontement avec Darhk. Laurel finit par rendre Machin à la police avant qu'Oliver ne le tue, or celui-ci décide de le libérer et de le suivre afin de trouver le repère de Darhk. Le plan tourne mal et seules restent les maigres informations que Diggle a tirées de son frère.
Oliver apprend la nouvelle : Felicity est en vie mais a perdu l'usage de ses jambes. Pour leur couple, cela ne change rien. La Team Arrow finit par localiser la maison où vit la femme et la fille de Damien Darhk, où Machin les attend. La famille de Darhk est sauve et en remerciement, bien que Machin parvienne à fuir, Damien laisse un peu de répit à l'Archer avant de mettre son plan à exécution.
Flashback

### Épisode 11:Les Conséquences du passé
- États-Unis /  Canada : 27 janvier 2016 sur The CW / CTV
- Suisse : 31 août 2016 sur RTS Deux[52]
- France : 18 octobre 2016 sur TF1
- Québec : 31 octobre 2016 sur Ztélé[15]

- États-Unis : 2,78 millions de téléspectateurs[55] (première diffusion)
- Canada : 1,52 million de téléspectateurs[56] (première diffusion + différé 7 jours)
- France : 867 000 téléspectateurs[57] (première diffusion à 23h30)

- Erik Palladino (le lieutenant Joyner)
- Kevan Ohtsji : Alan Chang

John et Lyla profitent d'une soirée en amoureux quand un ancien contact de l'ARGUS les trouve et leur demande de prévenir Waller avant d'être enlevé par des militaires. Son corps est retrouvé plus tard, torturé, et Waller ne peut rien révéler officiellement. Elle confie une clé à Lyla sur l'unité Shadowspire, que les frères Diggle connaissent. Oliver essaie de ramener Felicity dans l'unité, malgré sa nouvelle condition, mais elle est encore fragile, souffrant d'hallucinations de son passé de hackeuse rebelle gothique. La première attaque d'un entrepôt se passe mal, Diggle manquant de se faire capturer par Shadowspire et son commandant, le lieutenant Joyner. Andy est prêt à collaborer avec l'ARGUS et se laisse donc amener auprès de Waller pour leur expliquer que la stratégie de Shadowspire repose sur de multiples diversions. L'équipe d'Arrow croit donc que les militaires en veulent à des armes électromagnétiques quand la vraie cible se trouve dans le QG de l'ARGUS : ils veulent les codes d'une arme et sont prêts à tuer tout le monde pour l’avoir. Waller refusant de céder, Joyner la tue pour menacer Lyla. Arrow, Speedy et Black Canary viennent à la rescousse des frères Diggle, bien qu'Andy semble prêt à trahir son frère, mais ce n'est qu'une diversion et Shadowspire est arrêté. John est prêt à commencer à pardonner à son frère, à la suite de son aide. Oliver aide Felicity à tourner la page de son passé de rebelle, mais comme il sait qu'il vit dans un monde où la technologie de pointe et la magie sont réalité, il jure de chercher un moyen de rendre ses jambes à Felicity.
Flashback
- Lorsque Green Arrow, Speedy et Black Canary s'introduisent à l'ARGUS, Oliver appelle Felicity avec le nom de code « Overwatch », en disant que celui d'« Oracle » est déjà pris. Il fait référence au nom de code de Barbara Gordon, une des alliés de Batman.

### Épisode 12:Trop lourd à porter
- États-Unis /  Canada : 3 février 2016 sur The CW / CTV
- Suisse : 1er septembre 2016 sur RTS Deux[58]
- France : 18 octobre 2016 sur TF1
- Québec : 7 novembre 2016 sur Ztélé[15]

- États-Unis : 2,48 millions de téléspectateurs[59] (première diffusion)
- Canada : 1,48 million de téléspectateurs[60] (première diffusion + différé 7 jours)
- France : 546 000 téléspectateurs[57] (première diffusion à 00h30)

- Colton Haynes (Roy Harper / Arsenal)
- Tom Amandes (Noah Kuttler / The Calculator)
- Rila Fukushima (Tatsu Yamashiro / Katana)

L'équipe Arrow poursuit un cambrioleur quand au cours de l'opération, Thea perd connaissance : la soif de sang commence à puiser dans sa propre force vitale. Oliver envisage d'aller trouver Damien Darhk, d'autant que la femme de celui-ci a décidé de se lancer dans la course à la mairie. Malcolm Merlyn reste pour veiller sur Thea pendant que Green Arrow retrouve le cambrioleur. C'est Roy, contraint par un mystérieux pirate informatique, the Calculator, qui veut utiliser les réseaux de la ville pour la détruire. Felicity est la seule à pouvoir battre le pirate sur son terrain, mais elle est préoccupée par son image au sein de Palmer Tech, ne parvenant pas à trouver sa place maintenant qu'elle est en fauteuil. Il lui faudra le soutien de Curtis et Oliver pour défendre sa place. Le pirate est également mis en échec, mais tous ignorent que derrière le clavier se cache Noah Kuttler, le père de Felicity. Le cas de Thea empire et Oliver songe à demander de l’aide à Damien Darhk. Malcolm le dissuade ainsi que Thea qui est prête à mourir, jusqu'à ce que Nyssa Al Ghul, parvenue à se libérer de sa cellule, lui propose une alternative : un élixir produit à partir d'une fleur de lotus rare, qu'elle lui donnera en échange de la tête de Malcolm Merlyn.
Flashback
- Noah Kuttler est un super vilain qui a été créé en 1976 par Bob Rozakis et Mike Grell. Il est l'un des ennemis de Batman dans les comics[61].
- L'épouse de Damien Darkh se nomme Ruvé Adams. Ceci semble être un clin d'oeil au prénom de la véritable épouse de Neal McDonough, Ruvé Robertson McDonough

### Épisode 13:Le Combat des maîtres
- États-Unis /  Canada : 10 février 2016 sur The CW / CTV
- Suisse : 1er septembre 2016 sur RTS Deux[58]
- France : 25 octobre 2016 sur TF1
- Québec : 14 novembre 2016 sur Ztélé[15]

- États-Unis : 2,44 millions de téléspectateurs[62] (première diffusion)
- Canada : 1,58 million de téléspectateurs[63] (première diffusion + différé 7 jours)
- France : 1,05 million de téléspectateurs[64](première diffusion)

- Tom Amandes (Noah Kuttler / The Calculator)

Oliver est furieux d'entendre la proposition de Nyssa mais il sait ce qu'elle attend : il est le seul qui a pu vaincre Malcolm Merlyn en duel et elle espère qu'il le tuera pour récupérer le titre de Ra's al Ghul. Il sait également que Malcolm ne se laissera pas faire mais espère négocier une fois qu'il aura dissipé ses doutes en obtenant la preuve de l’existence de l'élixir. Alors qu'il croit que Malcolm va accepter de céder l'anneau de Ra's al Ghul, il refuse au dernier moment et commence alors une guerre civile entre les Assassins loyaux à Nyssa et ceux loyaux à Malcolm dans les rues de Star City. Pendant ce temps, Felicity découvre que son père est le Calculator mais il affirme venir avec de bonnes intentions, ce dont sa mère doute fortement.
Oliver essaie de comprendre pourquoi Malcolm préfère laisser mourir sa fille plutôt que de céder sa place et celui-ci répond qu'il connait l’importance de la tâche de la Ligue et que Nyssa n'en est pas digne. Oliver en vient alors à des mesures extrêmes pour arrêter les combats : il provoque un duel entre Nyssa et Malcolm puis prend la place de Nyssa, combattant au nom de celle qui est son épouse aux yeux de la Ligue. Il vainc Malcolm et tranche sa main, récupérant l’anneau sans le tuer, et le donne à Nyssa. Peu après, Nyssa annonce qu'elle dissout la Ligue et détruit l'anneau. Par vengeance, Malcolm part retrouver Damien Darhk et lui révèle l’existence du fils caché d'Oliver. Quand Felicity découvre que son père a l'intention de cambrioler Palmer Tech, elle le dénonce à la police.
Flashback

### Épisode 14:Sale temps pour un justicier
- États-Unis /  Canada : 17 février 2016 sur The CW / CTV
- Suisse : 2 septembre 2016 sur RTS Deux[65]
- France : 26 octobre 2016 sur TF1
- Québec : 21 novembre 2016 sur Ztélé[15]

- États-Unis : 2,44 millions de téléspectateurs[66] (première diffusion)
- Canada : 1,28 million de téléspectateurs[67] (première diffusion + différé 7 jours)
- France : 660 000 téléspectateurs[68](première diffusion)

- Rachel Luttrell (Rosie)
- Jack Moore (William)
- Darren Matheson (Vigile)
- Marc Trottler (Hardhat)
- Janet Kidder (Ruvé Adams)

Pour les alliés de Darhk, la situation est préoccupante mais la situation est sous contrôle à ses yeux grâce à sa femme Ruvé. En effet, le débat entre les deux candidats à la mairie approche et Oliver comme Ruvé sont confiants. Thea commence à fouiller le passé douteux de la famille pour éviter les questions gênantes et découvre l'existence de William. Un soir, Quentin Lance est demandé sur une affaire sans grande importance et manque de tomber dans un piège, tué par l'effondrement de l'immeuble qu'il inspectait. Les responsables sont des membres de H.I.V.E. experts en démolition qui préparent un grand coup. Pour protéger Donna, Quentin choisit de l'éloigner et elle préfère rompre.
En traçant la Demolition Team, la team Arrow découvre le plan de Darhk : détruire la salle de débat et laisser Ruvé Adams seule survivante de l'effondrement et donc unique prétendante à la mairie. Ils parviennent à désactiver les bombes à temps avant le débat, qui a bien lieu et dont Oliver sort vainqueur aux yeux des médias. La soirée se poursuit avec la soirée de fiançailles de Oliver et Felicity, et Curtis amène un cadeau inestimable : une puce bionique qui pourrait permettre à Felicity de marcher à nouveau. Pendant ce temps, Darhk fait enlever William et le recueille.
Flashback
- Rosie et Hardhat sont deux personnages faisant partie de l'équipe de la Demolition Team, un groupe de super vilains créé en 1984 par Len Wein et Dave Gibbons.[réf. nécessaire]

### Épisode 15:Le Kidnapping
- États-Unis /  Canada : 24 février 2016 sur The CW / CTV
- Suisse : 2 septembre 2016 sur RTS Deux[65]
- France : 1er novembre 2016 sur TF1
- Québec : 28 novembre 2016 sur Ztélé[15]

- États-Unis : 2,7 millions de téléspectateurs[69] (première diffusion)
- Canada : 1,38 million de téléspectateurs[70] (première diffusion + différé 7 jours)
- France : 1,53 million de téléspectateurs[71](première diffusion)

- Megalyn Echikunwoke (Mari McCab / Vixen)
- Anna Hopkins (Samantha Clayton)
- Jack Moore (William)

Alors qu'Oliver et Felicity rentrent chez eux, Darhk nargue le super héros en lui dévoilant que son fils a été enlevé et qu'il le détient prisonnier. Felicity apprend de manière violente la filiation d'Oliver et le prend mal. Malgré cette vérité dévoilée, elle accepte de l'aider à retrouver William en compagnie de la Team Arrow. Mais Darhk est trop puissant grâce à sa magie. Oliver va à Détroit demander l'aide de Vixen, une super héroïne dont les capacités physiques sont décuplées grâce à un collier magique. Une première confrontation entre Darhk et Vixen tourne à l'avantage du criminel qui parvient à s'enfuir. Oliver annonce publiquement qu'il se retire de la candidature à la mairie en échange de la vie de William. Pour arrêter l'influence du super vilain sur Star City, la seule solution serait de trouver la source du pouvoir du criminel. Le capitaine Lance révèle que Darhk a une idole ancienne dont il puise ses pouvoirs surnaturels. Felicity parvient à retrouver la trace de William dans la propriété de Darhk. Nos héros y font irruption et Vixen vole la statue. Réunissant tous les esprits des animaux de son collier, elle détruit le réceptacle magique annulant par la même occasion  la puissance de Darhk. Green Arrow met à terre le super vilain. William retrouve sa mère et quitte Star City. À contrecœur, Oliver enregistre une vidéo destinée à son fils lorsqu'il aura atteint la majorité. Felicity entre dans la pièce et rend sa bague à Oliver. Au même moment, la puce implantée rend la mobilité des jambes de la jeune femme. Elle part, laissant Oliver seul.
Flashback
- Bien que le personnage de Vixen ait été créé en 1978 par Gerry Conway et Curt Swan, son propre comics n'a été créé qu'à partir de 1981.[réf. nécessaire] Elle est l'une des rares super héroïnes afro-américaines de DC comics[72].

### Épisode 16:Victimes de l'amour
- États-Unis /  Canada : 23 mars 2016 sur The CW / CTV
- Suisse : 5 septembre 2016 sur RTS Deux[73]
- France : 1er novembre 2016 sur TF1
- Québec : 5 décembre 2016 sur Ztélé[15]

- États-Unis : 2,09 millions de téléspectateurs[74] (première diffusion)
- Canada : 1,37 million de téléspectateurs[75] (première diffusion + différé 7 jours)
- France : 1,06 million de téléspectateurs[71](première diffusion)

- Amy Gumenick (Carrie Hartnell Cutter / Cupid)
- Dani Alvarado (Shannon Hernandez Groff)
- Preston Vanderslice (Blaine Groff)

Oliver et Felicity ont rompu leurs fiançailles mais ils décident de continuer à collaborer pour Green Arrow. Thea, Laurel et John se demandent comment réagir quand une vieille ennemie réapparaît : Cupidon, libérée de la Task Force X, commence à tuer des couples de célébrités, encore sous le coup de la mort de Floyd Lawton. Après avoir réussi à sauver un autre couple, Oliver décide de l'attirer dans un piège en organisant son mariage secret avec Felicity. Laurel est retenue, occupée par le procès contre Damien Darhk qui est parvenu à effacer une grande partie des traces de ses activités avec HIVE, jusqu'à son identité. Le capitaine Lance en est réduit à dénoncer tout ce qu'il a fait pour Darhk, quitte à perdre son poste, pour que le procès se tienne et que Darhk aille en prison. Après avoir stoppé Cupidon, Felicity comprend que rester auprès des justiciers ne fera qu'empirer les choses et décide de partir.
Flashback

### Épisode 17:Lueur d'espoir
- États-Unis /  Canada : 30 mars 2016 sur The CW / CTV
- Suisse : 5 septembre 2016 sur RTS Deux[73]
- France : 2 novembre 2016 sur TF1
- Québec : 12 décembre 2016 sur Ztélé[15]

- États-Unis : 2,34 millions de téléspectateurs[76] (première diffusion)
- Canada : 1,44 million de téléspectateurs[77] (première diffusion + différé 7 jours)
- France : 763 000 téléspectateurs[71](première diffusion)

- Emily Kinney (Brie Larvan / Bug-Eyed Bandit (en))

Brie Larvan s'échappe de prison et se présente à Palmer Tech menaçant de tuer tout le monde, sauf si elle obtient la bio-puce qui est implantée dans la colonne vertébrale de Felicity. Quand Oliver se rend compte que Felicity, Thea et Donna sont piégées dans la tour de Palmer Tech avec les membres du conseil, il trouve un allié surprenant pour aider la team Arrow à sauver la situation : Curtis Holt. Ce dernier va s'avérer être un remplaçant compétent de Felicity mais trop enthousiaste au goût d'Oliver, qui gère encore mal sa rupture. Pendant ce temps, HIVE se retourne contre Damien Darhk et tente de le faire tuer en prison. Merlyn va alors faire jouer sa carte secrète : Andy Diggle.
Flashback
- Emily Kinney, vue dans l'épisode 18 de la première saison de Flash, reprend son rôle de Brie Larvan / Bug-Eyed Bandit, dans cet épisode de la série.

### Épisode 18:Dernière Mission
- États-Unis /  Canada : 6 avril 2016 sur The CW / CTV
- Suisse : 6 septembre 2016 sur RTS Deux[78]
- France : 8 novembre 2016 sur TF1
- Québec : 19 décembre 2016 sur Ztélé[15]

- États-Unis : 2,24 millions de téléspectateurs[79] (première diffusion)
- Canada : 1,41 million de téléspectateurs[80] (première diffusion + différé 7 jours)

- Adrian Glynn McMorran (Michael Amar)
- Eugene Byrd (Andy Diggle)
- Alison Araya (officier Lopez)
- Venus Terzo (Docteur)

Oliver et Diggle se préparent à la prochaine étape : maintenant que HIVE a tourné le dos à Darhk, c'est Merlyn qui va l'aider en lui rendant son idole. Ils s'attendent donc à une attaque de Merlyn, qui a bien lieu, mais un obstacle apparait pour Darhk : il manque un morceau de l'idole et seul John sait où il se trouve. Oliver soupçonne qu'Andy va chercher à le récupérer pour Darhk mais John croit à la rédemption de son frère. Laurel reçoit une proposition de Ruvé Adams, devenir la nouvelle procureure de Star City ; si le poste l'intéresse, elle sait qu'elle devra abandonner le costume de Black Canary.
Darhk fomente une émeute au sein de Iron Heights pour y attirer les justiciers. Andy lui remet le morceau manquant de l’idole, permettant ainsi au sorcier de recouvrer ses pouvoirs. Par vengeance pour la trahison du commissaire Lance, Darhk plante une flèche dans l'abdomen de Laurel. Malgré la chirurgie, elle finit par mourir, laissant ses coéquipiers et son père dévastés.
Flashback
- Cet épisode marque la disparition du personnage de Laurel Lance / Black Canary (Katie Cassidy).

### Épisode 19:Le chant du Canary
- États-Unis /  Canada : 27 avril 2016 sur The CW / CTV
- Suisse : 7 septembre 2016 sur RTS Deux[81]
- France : 9 novembre 2016 sur TF1
- Québec : 26 décembre 2016 sur Ztélé[15]

- États-Unis : 2,27 millions de téléspectateurs[82] (première diffusion)
- Canada : 1,31 million de téléspectateurs[83] (première diffusion + différé 7 jours)

- Alex Kingston (Dinah Lance)
- Grant Gustin (Barry Allen)
- Madison McLaughlin (Evelyn Sharp)

La mort de Laurel ébranle profondément l'équipe de justiciers. Si Oliver et Felicity essaient de faire leur deuil en paix, Diggle, furieux de la nouvelle trahison de son frère, attaque le convoi de Ruvé Adams pour l'obliger à lui révéler la position de Dahrk et il est stoppé par Oliver. Lance plonge dans un déni profond, et demande à Nyssa de ramener Laurel avec le Puits de Lazare mais celle-ci refuse, car elle se rappelle ce que le puits de Lazare a fait à Sara et Théa.
Lorsque l'équipe entend parler d'une jeune femme qui a repris le costume de Black Canary et son appareil sonique, Lance est plein d'espoir, mais il s'agit en réalité d'Evelyn Sharp, une adolescente qui a perdu sa famille qui s'est sacrifiée pour les expériences de Darhk. Evelyn se montre en revanche trop violente pour Oliver, n'hésitant pas à attaquer plusieurs cibles et utilisant son appareil sonique sans précaution. 
Ruvé profite de l’agression de Spartan et des attaques de la nouvelle Black Canary pour lancer une grande opération contre Green Arrow et ses alliés, en mémoire de Laurel. Evelyn attaque de nouveau Ruvé et est stoppée par Oliver qui lui explique que Laurel n'aurait pas agi de façon irréfléchie, et Evelyn accepte d'entendre raison. Pour ne pas voir l'héritage de son alliée tombée sali par ses ennemis, Oliver décide de révéler lors des funérailles que Laurel était la véritable Black Canary et qu'elle était une héroïne.
Flashback

### Épisode 20:La Phase finale
- États-Unis /  Canada : 4 mai 2016 sur The CW / CTV
- Suisse : 7 septembre 2016 sur RTS Deux[81]
- France : 9 novembre 2016 sur TF1
- Québec : 2 janvier 2017 sur Ztélé[15]

- États-Unis : 2,07 millions de téléspectateurs[84] (première diffusion)
- Canada : 1,24 million de téléspectateurs[85] (première diffusion + différé 7 jours)

- Gabriella Wright (Esrin Fortuna)

- Le personnage de Deathstroke apparaît dans l'épisode mais il est joué par un cascadeur.

### Épisode 21:Avant la fin du monde
- États-Unis /  Canada : 11 mai 2016 sur The CW / CTV
- Suisse : 8 septembre 2016 sur RTS Deux[86]
- France : 22 novembre 2016 sur TF1
- Québec : 9 janvier 2017 sur Ztélé[15]

- États-Unis : 2,16 millions de téléspectateurs[87] (première diffusion)
- Canada : 1,2 million de téléspectateurs[88] (première diffusion + différé 7 jours)

- Tom Amandes (Noah Kuttler / The Calculator)
- Vinnie Jones (Danny Brickwell)

### Épisode 22:Le Déluge
- États-Unis /  Canada : 18 mai 2016 sur The CW / CTV
- Suisse : 8 septembre 2016 sur RTS Deux[86]
- France : 22 novembre 2016 sur TF1
- Québec : 16 janvier 2017 sur Ztélé[15]

- États-Unis : 1,94 million de téléspectateurs[89] (première diffusion)
- Canada : 1,22 million de téléspectateurs[90] (première diffusion + différé 7 jours)

### Épisode 23:Rupture
- États-Unis /  Canada : 25 mai 2016 sur The CW[91] / CTV
- Suisse : 9 septembre 2016 sur RTS Deux[92]
- France : 22 novembre 2016 sur TF1
- Québec : 23 janvier 2017 sur Ztélé[15]

- États-Unis : 2,19 millions de téléspectateurs[93] (première diffusion)
- Canada : 1,37 million de téléspectateurs[94] (première diffusion + différé 7 jours)

Darhk attaque l’appartement de Felicity pour récupérer les codes bloquant Rubicon, mais Thea parvient à le faire fuir en menaçant sa fille. Cooper est contraint de débloquer les lancements des missiles et Darhk attend la fin du monde qui se prépare. Star City sombre dans la panique et Oliver sait que pour contrer les pouvoirs de Darhk, il doit avoir la confiance et l'espoir de tous. En faisant un discours en pleine rue, il parvient à galvaniser les gens présents dans les rues pour qu'ils cessent de se battre les uns contre les autres et qu'ils combattent ensemble les Fantômes.
Curtis et Felicity gagnent du temps en piratant le système de visée des missiles et en les envoyant dans l'espace. Green Arrow prend finalement le dessus et tue le sorcier, trop puissant pour être simplement enfermé, vengeant Laurel et tous les innocents qu'il a tués. Alors que la situation se calme en ville, les équipiers de Green Arrow décident tous de partir quelque temps. Le discours d'Oliver a inspiré quelques officiels qui décident de le nommer maire par intérim. Avec Felicity, il voit que tout est à reconstruire.
Flashback